# São Bonifácio
Pour les articles homonymes, voir Bonifacio (homonymie).
São Bonifácio est une ville brésilienne située dans l'État de Santa Catarina.

## Géographie
São Bonifácio se situe à une latitude 27° 54′ 05″ sud et à une longitude de 48° 55′ 45″ ouest, à une altitude de 410 mètres.
Sa population était de 3 008 habitants au recensement de 2010. La municipalité s'étend sur 461 km2.
Elle fait partie de la microrégion de Tabuleiro, dans la mésorégion du Grand Florianópolis.

## Villes voisines
São Bonifácio est voisine des municipalités (municípios) suivantes :
- Anitápolis
- Águas Mornas
- Santo Amaro da Imperatriz
- Paulo Lopes
- São Martinho
- Santa Rosa de Lima